# 北朱雀

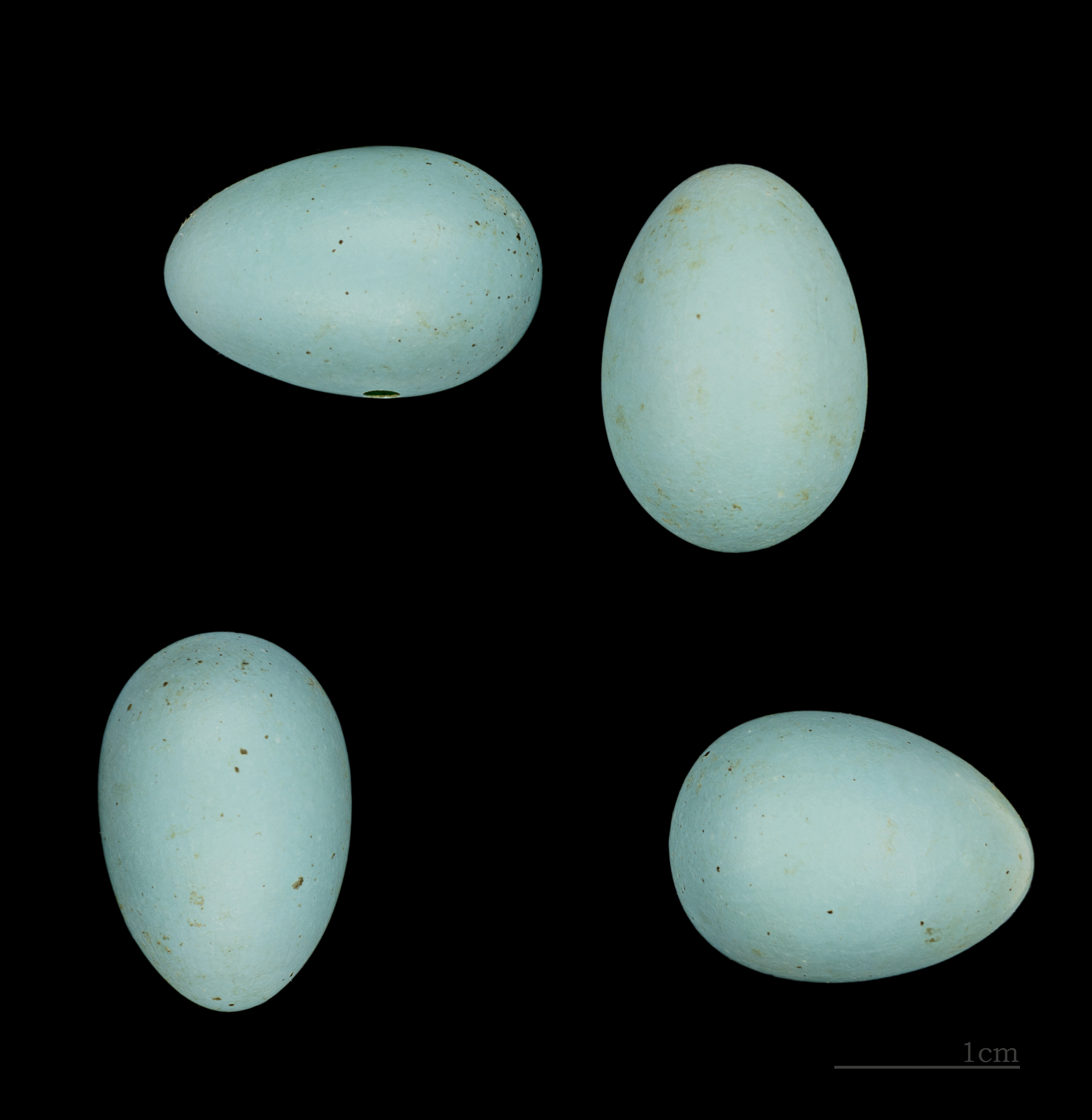
Carpodacus roseus

北朱雀（学名：Carpodacus roseus）为雀科朱雀属的鸟类，俗名靠山红。分布于西伯利亚、阿尔泰山西部、贝加尔湖、萨哈林岛、蒙古、日本、朝鲜半岛以及中国大陆的吉林、辽宁、内蒙古、宁夏、甘肃、河北、陕西、山西、山东、河南、江苏等地，一般栖息于山区针阔混交林、阔叶林和丘陵的杂木林中、也见于平原的榆柳林中以及一般在低海拔地区活动。该物种的模式产地在西伯利亚的Udam。

## 描述
北朱雀的體長約為16–17.5厘米。 它是一種中型至大型的纖細朱雀，具有長而凹陷的尾巴。